# Moviment Nacional d'Alliberament Àfar
El Moviment Nacional d'Alliberament Àfar (Afar National Liberation Movement) fou una organització progressista d'esquerres d'Etiòpia de l'ètnia àfar. Té el seu origen en la Afar Koborih Angoyya (AKA) fundada el 2 de novembre de 1972 per estudiants àfars a Egipte. L'AKA, el nom de la qual s'ha traduït com Moviment de Mobilització dels Àfars o com Moviment pel Reagrupament dels Àfars pretenia la reunificació dels àfars, que estaven repartits en cinc governs provincials etíops (incloent el d'Eritrea), en una sola entitat administrativa, i encara que tenia una agenda socialment avançada va intentar obtenir el suport dels elements tradicionalistes, encapçalats pel sultà d'Awsa Ali Mirah, ric terratinent en bons termes amb el govern imperial (La família del sultà era una de les més riques dels país i eren grans latifundistes i el seu estatus era reconegut pel negus), el qual s'hi va negar, fins al 1974, en plena revolució comunista, quan va decidir aliar-se al AKA, delegant en el seu fill Hanfare Ali Mirah. En una conferència a Berlín l'agost de 1974 el grups tradicionalista del sultà i l'AKA van formar una aliança política sota la presidència d'Hanfare Ali Mirah.
Per la seva part els militars comunistes del Derg es va acostar a les autoritats tradicionals àfars el maig del 1975 i els caps revolucionaris (Teferi Benti, Menguistu Haile Mariam i Atnafu Abate) van exposar a 60 delegats (caps tribals) les idees revolucionàries i els projectes pel progrés dels àfars, que incloïen un gran repartiment de terres entre els camperols pobres. El pare d'Hanfare, el sultà Ali Mirah s'oposava als repartiments de terra planejats, que li foren presentats en detall pels militars comunistes el 31 de maig de 1975; el 2 de juny el sultà va fugir a Djibuti (es diu que per temor a ser detingut, però això no s'ha comprovat) i el 3 de juny el seu fill Hanfare va declarar l'establiment del Front d'Alliberament Àfar (ALF) la direcció militar del qual fou encomanada al seu germà Ahmad Ali Mirah, i va començar a agitar activament als àfars contra el Derg; els militants (principalment guerrers lleials al sultà) van atacar diversos punts, especialment la carretera que portava d'Addis Abeba a Assab; grups de joves àfars procedents quasi tots de l'AKA foren enviats a Somàlia per entrenament.
El 1976 una força militar del Derg dirigida pel general habilitat Habib Mohammed Yayyo de la família reial d'Awsa però de la branca rival dels Ali Mirah (era el fill del sultà Muhammad ibn Daddu Yayyo 1927-1944, deposat per Haile Selassie quan va recuperar el tron el 1944) va derrotar els àfars rebels a la batalla de Do'orita; els etíops van trobar documents que establien que les forces àfars dels sultà eren conservadores però el grup AKA eren esquerrans revolucionaris, i el Derg no va tardar a negociar amb ells (1976). L'AKA es va reorganitzar com Moviment Nacional d'Alliberament Àfar (ANLM), va trencar amb l'ALF, i en el Congrés de Gewana l'abril de 1987 va acordar un programe polític-econòmic (National Democratic Revolution Programme) amb el Derg que incloïa el reconeixement de la nació àfar i el seu dret a l'autodeterminació. L'agost l'ANML es va unir formalment a la revolució sent l'únic grup polític de base ètnica que ho va fer.
El 1979 un oposat a aquesta unió, el xeic Hussein Ahmed Mussa, es va escindir del ANML i es va aliar al ALF, sent anomenat com ALF-Nord (la resta del ALF fou conegut com a ALF-Sud) però més tard (23 de març de 1983 en una conferència al Iemen) va constituir el Front Nacional d'Alliberament Àfar (ANLF).
La Regió Autònoma d'Assab es va decretar el 1987 i es va establir efectivament el 1988 (60% de les terres àfars d'Eritrea i Etiòpia) reunint per primer cop (i per ara també per darrer) els territoris àfars en una sola administració (encara que quedaven fora els de Djibuti i Província de Tigre, i l'antic sultanat d'Awsa). Els eritreus s'oposaven a l'establiment de la regió, que separava la part oriental de l'antiga colònia (amb la part occidental, Eritrea fou constituïda en una altra regió autònoma). A la caiguda del Derg el maig del 1991, el Front Popular d'Alliberament d'Eritrea va entrar a Assab (25 de maig de 1991) i va dissoldre la regió autònoma. El Front Nacional d'Alliberament Àfar que l'havia governat es va desbandar i mentre la part costanera de la regió quedava en mans dels eritreus, el Front d'Alliberament Àfar prengué el control de la resta ajudat per soldats tigrinyes. Una part dels membres del grup va passar a l'Ugugumo, que lluitava des de 1978 i havia col·laborat amb el Derg contra el Front Popular d'Alliberament de Tigre.